# Império (telenovela)
Império é uma telenovela brasileira produzida e exibida pela TV Globo de 21 de julho de 2014 a 13 de março de 2015, em 203 capítulos. Substituiu Em Família e foi substituída por Babilônia, sendo a 7.ª "novela das nove" exibida pela emissora. 
Teve a autoria de Aguinaldo Silva, com a colaboração de Márcia Prates, Nelson Nadotti, Rodrigo Ribeiro, Maurício Gyboski, Renata Dias Gomes, Zé Dassilva, Megg Santos e Brunno Pires, contou com a direção de Cláudio Boeckel, Luciana Oliveira, Roberta Richard, Tande Bressane e Davi Lacerda. A direção geral foi de Pedro Vasconcelos, André Felipe Binder e Rogério Gomes, também diretor de núcleo.
Contou com Alexandre Nero, Lília Cabral, Marina Ruy Barbosa, Drica Moraes, Marjorie Estiano, Caio Blat, Maria Ribeiro, Carmo Dalla Vecchia, Othon Bastos, Daniel Rocha, Josie Pessoa, Rafael Cardoso, Andréia Horta e Leandra Leal nos papéis principais.
Em 2015, foi vencedora do Prêmio Emmy Internacional de melhor telenovela.

## Enredo

### Primeira fase
Anos 1980, bairro carioca de Santa Teresa. O pernambucano José Alfredo, 22 anos, chegou há dois meses na cidade do Rio de Janeiro para tentar melhorar de vida, mas não consegue trabalho. Hospedado na casa do irmão Evaldo, logo se vê completamente apaixonado pela mulher deste, Eliane, paixão que é correspondida. Cora, irmã de Eliane, e que vive com o casal, é a primeira a perceber o que está acontecendo. E prevendo o pior, pressiona a irmã a “acabar com aquela loucura”. Mas José Alfredo e Eliane já planejam uma fuga para recomeçar uma nova vida juntos. No dia da fuga, Eliane descobre que está grávida, e num plano ardiloso de Cora, acaba abandonando José Alfredo, que decide “sumir no mundo”.
Sozinho, José Alfredo parte rumo ao desconhecido e acaba sendo apresentado no meio da viagem, a Sebastião, que sugere que o rapaz comece a trabalhar com a exploração de pedras preciosas. Sebastião morre e José Alfredo vai para a Suíça, onde conhece Maria Marta, uma jovem de família tradicional. Eles se apaixonam e ele vê nela a possibilidade de ter o seu nome conhecido na alta sociedade casando-se com ela. Ele também vai conhecer a empresária portuguesa Maria Joaquina, que vai infiltrá-lo no mercado de contrabando de pedras preciosas.

### Segunda fase
2014, José Alfredo de Medeiros é um homem milionário, chamado de Comendador. Maria Marta por sua vez, dedica a sua vida a infernizar a vida do marido e ter participação ativa nos negócios da joalheria Império, o empreendimento que enriqueceu a família. Os três filhos do casal são a designer de joias Maria Clara, preferida do pai; o ambicioso José Pedro, preferido da mãe, com quem planeja tirar o pai do poder; e João Lucas, o problemático caçula, cujo apego ao pai não impede que este detecte nele todos os sinais de um caráter fraco, indolente e irresponsável. Enquanto isso, José Alfredo se dedica a realizar expedições pelo mundo e a se encontrar com a amante Maria Ísis, uma jovem do interior, incentivada pela mãe Magnólia e pelo pai Severo, um casal aproveitador e sem escrúpulos, a tirar dinheiro de José Alfredo. Entretanto, Maria Ísis sente um amor sincero por José Alfredo, e apesar de ser ingênua, descobre que está sendo manipulada e explorada pelos pais. Com isso, rompe o relacionamento com os pais exploradores.
O Comendador, que trai sua esposa com Maria Ísis, encontra na sua amante um escape e uma nova paixão. O momento mais emblemático desse caso extraconjugal é a cerimônia de casamento, que aconteceu em segredo, no cume do Monte Roraima.
A queda do império de José Alfredo começa quando seu talismã, um poderoso diamante rosa da África do Sul, símbolo de status e poder, desaparece no Monte Roraima. Em sua visão mística, José Alfredo acredita que tudo vai por água abaixo caso ele não encontre a sua pedra preciosa favorita e se livre de um falso brilhante que ficou no lugar. E uma história do seu passado, que ele julgava morta e enterrada, ressurgirá em sua vida através de Cristina, a filha de Eliane. Influenciada por Cora após a morte dos pais, e para conseguir meios de tirar da cadeia o irmão, que foi responsabilizado por um incêndio no camelódromo onde trabalham, ela exige do Comendador um teste de paternidade graças ao qual se tornará o mais novo membro de sua família, para desespero de Maria Marta e seus filhos.

## Elenco
| Intérprete          | Personagem                                                       |
| ------------------- | ---------------------------------------------------------------- |
| Alexandre Nero      | Comendador José Alfredo Medeiros (Zé Alfredo)                    |
| Lília Cabral        | Maria Marta Medeiros de Mendonça e Albuquerque                   |
| Leandra Leal        | Cristina Bastos Medeiros                                         |
| Drica Moraes        | Cora dos Anjos Bastos                                            |
| Marjorie Estiano    | Cora dos Anjos Bastos                                            |
| Caio Blat           | José Pedro Medeiros de Mendonça e Albuquerque / Fabrício Melgaço |
| Andreia Horta       | Maria Clara Medeiros de Mendonça e Albuquerque                   |
| Daniel Rocha        | João Lucas Medeiros de Mendonça e Albuquerque                    |
| Rafael Cardoso      | Vicente Ferreira da Silva                                        |
| Marina Ruy Barbosa  | Maria Ísis Ferreira da Costa (Sweet Child)                       |
| Maria Ribeiro       | Danielle Medeiros de Mendonça e Albuquerque                      |
| Josie Pessoa        | Eduarda Botticelli Medeiros de Mendonça e Albuquerque (Du)       |
| Carmo Dalla Vecchia | Maurílio Ferreira / Renato Silviano Júnior (Renatinho)           |
| Othon Bastos        | Renato Silviano dos Santos Muniz (Silviano)                      |
| Joaquim Lopes       | Enrico Bolgari Nascimento                                        |
| José Mayer          | Cláudio Bolgari                                                  |
| Suzy Rêgo           | Beatriz Bolgari Nascimento                                       |
| Adriana Birolli     | Amanda de Mendonça e Albuquerque                                 |
| Adriana Birolli     | Maria Marta Medeiros de Mendonça e Albuquerque (jovem)           |
| Klebber Toledo      | Leonardo de Souza                                                |
| Paulo Betti         | Teodoro Pereira (Téo)                                            |
| Zezé Polessa        | Magnólia Ferreira da Costa                                       |
| Tato Gabus Mendes   | Severo da Costa                                                  |
| Nanda Costa         | Tuane da Conceição                                               |
| Elizângela          | Jurema Damigo                                                    |
| Flávio Galvão       | Reginaldo Damigo                                                 |
| Rafael Losso        | Elivaldo dos Anjos Bastos Medeiros                               |
| Ailton Graça        | Xana Summer / Adalberto da Silva                                 |
| Viviane Araújo      | Sebastiana Alves (Naná)                                          |
| Lucci Ferreira      | Antônio                                                          |
| Paulo Vilhena       | Domingos Salvador (Salvador)                                     |
| Ana Carolina Dias   | Carmen Godinho                                                   |
| Paulo Rocha         | Orville Neto                                                     |
| Cris Vianna         | Juliane Matos (Juju Popular)                                     |
| Elaine Mickely      | Xênia                                                            |
| Rômulo Neto         | Roberto Ferreira da Costa (Robertão)                             |
| Letícia Birkheuer   | Érika von Furstenberg                                            |
| Júlia Fajardo       | Helena Abrantes                                                  |
| Raphael Viana       | Arnaldo (Arnoldão)                                               |
| Eduardo Spinetti    | Pietro                                                           |
| Juliana Boller      | Bianca Bolgari Nascimento                                        |
| Jonas Torres        | Ismael                                                           |
| Dani Barros         | Lorraine                                                         |
| Roberto Birindelli  | Josué                                                            |
| Roberto Bomfim      | Antônio (Antoninho)                                              |
| Roberto Pirillo     | Dr. Merival Porto                                                |
| Jackson Antunes     | Manoel                                                           |
| Júlio Machado       | Jairo Damigo                                                     |
| Lidi Lisboa         | Kelly                                                            |
| Ana Paula Botelho   | Valquíria                                                        |
| Luciana Pacheco     | Marisa                                                           |
| Ravel Andrade       | Otoniel Damigo                                                   |
| Ítalo Guerra        | Luigi                                                            |
| Laércio Fonseca     | Felipe                                                           |
| Leanddro Rocha      | Crorosvaldo Brigel (Brigel)                                      |
| Luciana Malcher     | Claraíde                                                         |
| Hugo Esteves        | Patrício                                                         |
| Joe Ribeiro         | Marcos (Marcão)                                                  |
| Kíria Malheiros     | Bruna Medeiros de Mendonça e Albuquerque                         |
| Drico Alves         | Victor da Conceição dos Anjos Bastos Medeiros                    |
| Yago Machado        | Luciano                                                          |
| Nicollas Paixão     | Orville Neto Júnior                                              |

### Participações especiais
| Intérprete         | Personagem                      |
| ------------------ | ------------------------------- |
| Chay Suede         | José Alfredo Medeiros (jovem)   |
| Vanessa Giácomo    | Eliane dos Anjos Bastos (jovem) |
| Marjorie Estiano   | Cora dos Anjos Bastos (jovem)   |
| Thiago Martins     | Evaldo Medeiros                 |
| Malu Galli         | Eliane dos Anjos Bastos         |
| Regina Duarte      | Maria Joaquina Braga            |
| Reginaldo Faria    | Sebastião Ferreira              |
| André Gonçalves    | Etevaldo Ribeiro (Val)          |
| Laura Cardoso      | Jesuína Ferreira                |
| Nicola Siri        | Dionísio                        |
| Erom Cordeiro      | Fernando                        |
| Ed Oliveira        | Bigode                          |
| Bruno Ahmed        | Pedro                           |
| Rhaisa Batista     | Luiza                           |
| Maurício Pitanga   | Gringo                          |
| Laís Pinho         | Noely                           |
| Mabel Cezar        | Adelaide                        |
| Kelzy Ecard        | Teresa                          |
| Alejandro Claveaux | Josué (jovem)                   |
| Karen Junqueira    | Fernanda                        |
| Júlio Levy         | Kleber                          |
| Babu Santana       | Madruga                         |
| Jaedson Bahia      | Jeremias                        |
| Júlia Belmont      | Stephany                        |
| Ludmila Rosa       | Karina                          |
| Ravel Cabral       | Mário Cardoso (Cardoso)         |
| Paulo Vespúcio     | Giancarlo Baldessari            |
| Simon Petracchi    | Espinoza                        |
| Eli Ferreira       | Loretta                         |
| Iléa Ferraz        | Lucinda                         |

## Produção
Antes da estreia, a novela era referida pelo título de Falso Brilhante, que teria relação com "a pedra preciosa" que o Comendador José Alfredo achou no Monte Roraima. Posteriormente teve o título trocado para o definitivo, Império. A novela teve até sua estreia antecipada para tentar recuperar os baixos índices de audiência da sua antecessora, Em Família.
Aguinaldo Silva pretendia ambientar a trama em Serra Pelada, porém devido à exibição da minissérie homônima, o autor optou por ambientar a história no Monte Roraima, ao descobrir um garimpo que produziu intensamente por 10 anos no alto do Monte. Em janeiro de 2014, o diretor Rogério Gomes começou a buscas por locações na parte venezuelana do Monte, porém, os protestos ocorridos no País afetaram a passagem por Caracas, de forma que a equipe planejou viajar até Boa Vista, para atravessar de carro a fronteira. Apesar de todo planejamento, houve atrasos na emissão dos vistos por parte das autoridades governamentais, segundo reportagem do jornal El Universal, pela cobertura da emissora às manifestações civis e estudantis. Optou-se então por fazer imagens aéreas do lado brasileiro do Monte e, gravações na Chapada Diamantina e em Carrancas, Minas Gerais. Foram feitas também, gravações em Genebra e Zurique na Suíça, e em Petrópolis.
Joaquim Lopes, conta que se inspirou no chef Britânico Gordon Ramsay, para viver o dono de um restaurante. Aílton Graça fez aula de stiletto para ajudar na composição de seu personagem, Xana Summer. O nome da personagem "Maria Ísis" (Marina Ruy Barbosa) foi uma referência do autor à atriz Isis Valverde. Durante a caracterização para a personagem "Maria Isis", Marina Ruy Barbosa cortou 30 cm de seus cabelos, que foram doados para a ONG Cabelegria, que faz perucas para doentes com câncer que perderam os seus cabelos.

### Escolha do elenco
Milhem Cortaz foi o primeiro nome pensado para interpretar o protagonista José Alfredo, mais por ser contratado da RecordTV na época, o ator teve seu nome descartado. A Direção da trama então decidiu que o papel para Téo Pereira, seria de José Wilker, porém devido ao falecimento do ator, Paulo Betti ficou com o personagem. Bruno Gagliasso foi cogitado para três papéis: o chef Enrico; um dos filhos de José Alfredo e o ajudante de cozinha Vicente, mas preferiu participar da série Dupla Identidade. Reservado para outro personagem, Caio Blat ficou com o papel de José Pedro, enquanto Rafael Cardoso, até então reservado para Babilônia, ficou com o cozinheiro Vicente.

### Substituição no elenco
No fim de novembro, Drica Moraes teve que se afastar da novela devido a uma labirintite, porém no dia 5 de dezembro, após reunião com o autor e o diretor, foi noticiada a saída definitiva da atriz para se tratar desta vez, de uma faringite e para evitar novos cortes nos capítulos. Além disso, o médico de Drica também recomendou que ela deixasse a trama para não causar futuros problemas à saúde da atriz, já que as gravações das cenas como Cora eram muito intensas. Como solução, o autor Aguinaldo Silva, optou por chamar Marjorie Estiano, que interpretou Cora na 1.ª fase, para que assumisse novamente a personagem. Inicialmente justificaria a troca por uma cirurgia plástica, mas desistiu dessa explicação.
Quando Marjorie Estiano substituiu Drica, a personagem voltou a repercutir entre os críticos e o público das redes sociais, e todos imaginaram que Cora finalmente se tornaria a vilã tão esperada. No entanto, a antagonista continuou tendo um viés cômico, alternando entre ameaçar o segredo da falsa morte e correr atrás do protagonista. Um dos críticos argumentou que não adiantava trocar a atriz e manter a história de Cora confusa e irregular, mas o autor se justificou afirmando que o rumo da personagem havia sido traçado antes da troca, devido aos problemas de saúde de Drica Moraes. Mesmo assim, Cora, sob a interpretação das duas atrizes, foi apontada como uma das melhores vilãs do ano e destaque da trama.

## Repercussão

### Audiência

#### Exibição original
O primeiro capítulo da produção, embora tenha sido sucesso de crítica,  registrou, na prévia do Ibope, 32 pontos na São Paulo e 34 no Rio de Janeiro, exibido das 21h10 às 22h34,  No mesmo horário, o SBT marcou 7,4 pontos, e a Rede Record, 5,8. Em seu segundo capítulo, o folhetim marcou 35 pontos de média, com picos de 37 e 58% de share, três a mais que a estreia. Foi uma das novelas com maior crescimento de audiência do primeiro para o segundo capítulo nos últimos anos. Sua antecessora Em Família registrou 29 pontos em seu segundo capítulo. Em seu quarto capítulo, registrou a segunda maior audiência desde a estreia na Grande São Paulo, conseguindo 34,5 pontos e picos de 37,0. No Rio de Janeiro, cravou 36,0 e bateu recorde.
No dia 6 de agosto, a trama bateu seu recorde no Rio de Janeiro com 39 pontos.  Em São Paulo, seu recorde se deu no dia 20 de outubro, quando marcou 35,9 pontos. No dia 22 de outubro registrou novo recorde com 36,4 pontos. No Rio de Janeiro, seu novo recorde se deu quando marcou 40 pontos, no dia 23 de outubro. No dia 27 de outubro, registrou 42 pontos no Rio de Janeiro. E no dia 11 de novembro registrou um novo recorde com 43 pontos. No dia 27 de novembro de 2014, bateu um novo recorde de 38,2 pontos na Grande São Paulo. No dia 6 de janeiro, volta a bater um novo recorde de 38,3 pontos na Grande São Paulo.  No dia 19 de fevereiro, bate um recorde absoluto 38,6 (39) pontos na Grande São Paulo, sendo a maior audiência no horário das 21 horas desde Amor à Vida. No dia 23 de fevereiro, marca 39,1 pontos na Grande São Paulo. No dia 3 de março, alcança pela primeira vez 40,7 (41) pontos. Já no dia 10 de março, supera o recorde anterior e marca 42,4 pontos.
Seu penúltimo capítulo bateu recorde de audiência com 44 pontos e 67% de participação em São Paulo e 47 pontos com 71% de participação no Rio de Janeiro. O último capítulo teve média de 46 pontos, e 70% de participação em São Paulo. No Rio de Janeiro o último capítulo registrou média de 50 pontos. A trama teve média de 32,7 pontos, o que representou um aumento de 3 pontos em relação à sua antecessora Em Família.

#### Reprise
Reestreou com 28,8 pontos e 31,8 de pico, se tornando até então o menor índice das estreias do horário das nove. Curiosamente, a exibição original também registrou o menor índice do horário no primeiro capítulo, até ser superado por A Lei do Amor (2016) que obteve 30,6 pontos. O segundo capítulo registrou 32,1 pontos, obtendo um grande crescimento com relação a estreia. Ao longo da primeira semana, oscilou entre 28 e 30 pontos, chegando a 24,2 pontos no dia 17 de abril.
Com um mês no ar, a novela acumulou 28 pontos de média, ficando atrás das reprises de Fina Estampa (do mesmo autor) e A Força do Querer que acumularam 33,9 pontos e 28,9 pontos nesse período. Além disso, a novela passou a ficar na casa dos 25 e 27 pontos, chegando a ser ultrapassada no ranking de programas mais assistidos da Globo pela trama das 19h, no caso Salve-se Quem Puder, quando esta entrou na segunda fase com capítulos inéditos, mostrando um cansaço das reprises especiais.
Em 2 de junho, registrou a sua primeira menor média com 23,8 pontos. Em 10 de julho, alcançou o pior índice com 19,8 pontos, além de fechar na vice-liderança por toda sua exibição, algo que só aconteceu durante as exibições de A Regra do Jogo (2015—16) e Terra Nostra (1999—2000). O principal motivo pelo ocorrido foi a acirrada disputa contra a Final da Copa América de 2021, que trouxe o clássico Brasil x Argentina.
O último capítulo acumulou 33 pontos, sendo essa a sua maior audiência de toda a sua exibição, além de ser o pior desfecho da faixa em 52 anos até então, superando também o pífio desempenho de Babilônia (2015), que consolidou 33,5 pontos. No entanto, foi ultrapassada pela sua sucessora Um Lugar ao Sol (2021—22), que registrou apenas 25 pontos em seu último capítulo, além de também superar o título de menor estreia do horário. Fechou com a média geral de 27,3 pontos, a menor do horário das 21h desde A Lei do Amor.

### Prêmios e indicações
| Ano  | Prêmio                    | Categoria                   | Indicado                                               | Resultado  | Ref.            |
| ---- | ------------------------- | --------------------------- | ------------------------------------------------------ | ---------- | --------------- |
| 2014 | Prêmio Extra de Televisão | Melhor Novela               | Aguinaldo Silva                                        | Venceu     | [ 199 ] [ 200 ] |
| 2014 | Prêmio Extra de Televisão | Melhor Atriz                | Drica Moraes                                           | Indicada   | [ 201 ]         |
| 2014 | Prêmio Extra de Televisão | Melhor Atriz                | Lília Cabral                                           | Venceu     | [ 201 ]         |
| 2014 | Prêmio Extra de Televisão | Melhor Ator                 | Alexandre Nero                                         | Venceu     | [ 202 ]         |
| 2014 | Prêmio Extra de Televisão | Melhor Ator                 | Chay Suede                                             | Indicado   | [ 203 ]         |
| 2014 | Prêmio Extra de Televisão | Melhor Atriz Coadjuvante    | Marina Ruy Barbosa                                     | Indicada   | [ 203 ]         |
| 2014 | Prêmio Extra de Televisão | Melhor Ator Coadjuvante     | Aílton Graça                                           | Venceu     | [ 204 ]         |
| 2014 | Prêmio Extra de Televisão | Melhor Ator Coadjuvante     | José Mayer                                             | Indicado   | [ 203 ]         |
| 2014 | Prêmio Extra de Televisão | Melhor Ator Coadjuvante     | Paulo Vilhena                                          | Indicado   | [ 203 ]         |
| 2014 | Prêmio Extra de Televisão | Melhor Revelação            | Dani Barros                                            | Indicada   | [ 205 ]         |
| 2014 | Prêmio Extra de Televisão | Melhor Revelação            | Viviane Araújo                                         | Venceu     | [ 205 ]         |
| 2014 | Prêmio Extra de Televisão | Melhor Música de Novela     | "Lucy in the Sky with Diamonds" – (Dan Torres)         | Venceu     | [ 206 ]         |
| 2014 | Prêmio Extra de Televisão | Melhor Música de Novela     | "Dona" – (Alex Cohen)                                  | Indicado   | [ 206 ]         |
| 2014 | Melhores do Ano           | Melhor Atriz                | Lília Cabral                                           | Indicada   | [ 207 ]         |
| 2014 | Melhores do Ano           | Melhor Ator                 | Alexandre Nero                                         | Venceu     | [ 207 ]         |
| 2014 | Melhores do Ano           | Melhor Atriz Coadjuvante    | Andreia Horta                                          | Indicada   | [ 207 ]         |
| 2014 | Melhores do Ano           | Melhor Atriz Coadjuvante    | Drica Moraes                                           | Venceu     | [ 207 ]         |
| 2014 | Melhores do Ano           | Melhor Atriz Coadjuvante    | Marina Ruy Barbosa                                     | Indicada   | [ 207 ]         |
| 2014 | Melhores do Ano           | Melhor Ator Coadjuvante     | Aílton Graça                                           | Venceu     | [ 207 ]         |
| 2014 | Melhores do Ano           | Melhor Atriz Revelação      | Josie Pessoa                                           | Venceu     | [ 207 ]         |
| 2014 | Melhores do Ano           | Melhor Ator Revelação       | Chay Suede                                             | Venceu     | [ 207 ]         |
| 2014 | Prêmio F5                 | Novela do Ano               | Aguinaldo Silva                                        | Venceu     | [ 208 ] [ 209 ] |
| 2014 | Prêmio F5                 | Ator do Ano                 | Alexandre Nero                                         | Venceu     | [ 210 ]         |
| 2014 | Prêmio F5                 | Atriz do Ano                | Drica Moraes                                           | Venceu     | [ 211 ]         |
| 2014 | Prêmio F5                 | Ator Coadjuvante do Ano     | Aílton Graça                                           | Venceu     | [ 212 ]         |
| 2014 | Prêmio F5                 | Ator Coadjuvante do Ano     | Paulo Betti                                            | Indicado   | [ 212 ]         |
| 2014 | Prêmio F5                 | Atriz Coadjuvante do Ano    | Zezé Polessa                                           | Indicada   | [ 213 ]         |
| 2014 | Prêmio F5                 | Revelação do Ano            | Josie Pessoa                                           | Indicada   | [ 214 ]         |
| 2014 | Prêmio Jovem Brasileiro   | Melhor Atriz                | Marina Ruy Barbosa                                     | Venceu     | [ 215 ]         |
| 2014 | Melhores do Ano NaTelinha | Melhor Novela               | Aguinaldo Silva                                        | Indicado   | [ 216 ]         |
| 2014 | Melhores do Ano NaTelinha | Ator do Ano                 | Alexandre Nero                                         | Venceu     | [ 216 ]         |
| 2014 | Melhores do Ano NaTelinha | Atriz do Ano                | Drica Moraes                                           | Venceu     | [ 216 ]         |
| 2014 | Melhores do Ano NaTelinha | Autor de TV                 | Aguinaldo Silva                                        | Venceu     | [ 216 ]         |
| 2014 | Retrospectiva UOL         | Melhor Novela               | Aguinaldo Silva                                        | Indicado   | [ 217 ]         |
| 2014 | Retrospectiva UOL         | Melhor Ator                 | Alexandre Nero                                         | Indicado   | [ 217 ]         |
| 2014 | Retrospectiva UOL         | Melhor Atriz                | Drica Moraes                                           | Indicada   | [ 217 ]         |
| 2014 | Retrospectiva UOL         | Melhor Atriz                | Lília Cabral                                           | Indicada   | [ 217 ]         |
| 2014 | Retrospectiva UOL         | Melhor Atriz/Ator Revelação | Chay Suede                                             | Indicado   | [ 217 ]         |
| 2014 | Retrospectiva UOL         | Melhor Atriz/Ator Revelação | Josie Pessoa                                           | Venceu     | [ 217 ]         |
| 2014 | Retrospectiva UOL         | Melhor Atriz/Ator Revelação | Viviane Araújo                                         | Indicada   | [ 217 ]         |
| 2014 | Retrospectiva UOL         | Melhor Vilão                | Drica Moraes                                           | Venceu     | [ 217 ]         |
| 2014 | Retrospectiva UOL         | Melhor Par Romântico        | Alexandre Nero e Marina Ruy Barbosa                    | Indicados  | [ 217 ]         |
| 2014 | Retrospectiva UOL         | Melhor Par Romântico        | Daniel Rocha e Josie Pessoa                            | Indicados  | [ 217 ]         |
| 2014 | Prêmio Quem de Televisão  | Melhor Ator de TV           | Alexandre Nero                                         | Venceu     | [ 218 ]         |
| 2014 | Prêmio Quem de Televisão  | Melhor Atriz de TV          | Lília Cabral                                           | Indicada   | [ 218 ]         |
| 2014 | Prêmio Quem de Televisão  | Melhor Ator Coadjuvante     | Aílton Graça                                           | Indicado   | [ 218 ]         |
| 2014 | Prêmio Quem de Televisão  | Melhor Ator Coadjuvante     | Rômulo Neto                                            | Indicado   | [ 218 ]         |
| 2014 | Prêmio Quem de Televisão  | Melhor Atriz Coadjuvante    | Drica Moraes                                           | Venceu     | [ 218 ]         |
| 2014 | Prêmio Quem de Televisão  | Melhor Revelação            | Chay Suede                                             | Venceu     | [ 218 ]         |
| 2014 | Prêmio Quem de Televisão  | Melhor Revelação            | Dani Barros                                            | Indicada   | [ 218 ]         |
| 2014 | Prêmio Quem de Televisão  | Melhor Revelação            | Rafael Losso                                           | Indicado   | [ 218 ]         |
| 2014 | Prêmio Quem de Televisão  | Melhor Autor                | Aguinaldo Silva                                        | Venceu     | [ 218 ]         |
| 2015 | Troféu Imprensa           | Melhor Novela               | Aguinaldo Silva                                        | Venceu     | [ 219 ]         |
| 2015 | Troféu Imprensa           | Melhor Ator                 | Alexandre Nero                                         | Venceu     |                 |
| 2015 | Troféu Imprensa           | Melhor Atriz                | Marina Ruy Barbosa                                     | Indicada   |                 |
| 2015 | Troféu Imprensa           | Melhor Atriz                | Lília Cabral                                           | Venceu     |                 |
| 2015 | Troféu Internet           | Melhor Novela               | Aguinaldo Silva                                        | Indicado   |                 |
| 2015 | Troféu Internet           | Melhor Ator                 | Alexandre Nero                                         | Venceu     |                 |
| 2015 | Troféu Internet           | Melhor Ator                 | Chay Suede                                             | Indicado   |                 |
| 2015 | Troféu Internet           | Melhor Atriz                | Marina Ruy Barbosa                                     | Venceu     |                 |
| 2015 | Troféu Internet           | Melhor Atriz                | Drica Moraes                                           | Indicada   |                 |
| 2015 | Troféu Internet           | Melhor Atriz                | Lilia Cabral                                           | Indicada   |                 |
| 2015 | Troféu Internet           | Melhor Atriz                | Marjorie Estiano                                       | Indicada   |                 |
| 2015 | Prêmio Contigo! de TV     | Melhor Novela               | Aguinaldo Silva                                        | Venceu     | [ 220 ]         |
| 2015 | Prêmio Contigo! de TV     | Melhor Autor de Novela      | Aguinaldo Silva                                        | Venceu     | [ 220 ]         |
| 2015 | Prêmio Contigo! de TV     | Melhor Atriz                | Lília Cabral                                           | Venceu     | [ 220 ]         |
| 2015 | Prêmio Contigo! de TV     | Melhor Atriz                | Leandra Leal                                           | Indicada   | [ 220 ]         |
| 2015 | Prêmio Contigo! de TV     | Melhor Ator                 | Alexandre Nero                                         | Venceu     | [ 220 ]         |
| 2015 | Prêmio Contigo! de TV     | Melhor Atriz Coadjuvante    | Marina Ruy Barbosa                                     | Venceu     | [ 220 ]         |
| 2015 | Prêmio Contigo! de TV     | Melhor Atriz Coadjuvante    | Andreia Horta                                          | Indicada   | [ 220 ]         |
| 2015 | Prêmio Contigo! de TV     | Melhor Atriz Coadjuvante    | Adriana Birolli                                        | Indicada   | [ 220 ]         |
| 2015 | Prêmio Contigo! de TV     | Melhor Ator Coadjuvante     | Aílton Graça                                           | Indicado   | [ 220 ]         |
| 2015 | Prêmio Contigo! de TV     | Melhor Ator Coadjuvante     | Carmo Dalla Vecchia                                    | Indicado   | [ 220 ]         |
| 2015 | Prêmio Contigo! de TV     | Melhor Ator Coadjuvante     | Paulo Vilhena                                          | Indicado   | [ 220 ]         |
| 2015 | Prêmio Contigo! de TV     | Melhor Ator Coadjuvante     | Paulo Betti                                            | Indicado   | [ 220 ]         |
| 2015 | Prêmio Contigo! de TV     | Melhor Atriz Infantil       | Kiria Malheiros                                        | Indicada   | [ 220 ]         |
| 2015 | Prêmio Contigo! de TV     | Melhor Ator Infantil        | Adriano Alves                                          | Indicado   | [ 220 ]         |
| 2015 | Prêmio Contigo! de TV     | Revelação da TV             | Viviane Araújo                                         | Venceu     | [ 220 ]         |
| 2015 | Prêmio Contigo! de TV     | Melhor Diretor              | Rogério Gomes, Pedro Vasconcelos e André Felipe Binder | Vencedores | [ 220 ]         |
| 2015 | Emmy Internacional        | Melhor Novela               | Aguinaldo Silva                                        | Venceu     | [ 221 ]         |

Marina Ruy Barbosa foi finalista do Troféu Imprensa de melhor atriz, do  Melhores do Ano do Faustão e do Prêmio Extra, ambos como "melhor atriz coadjuvante". A repercussão do trabalho da atriz chegou até o exterior, onde concorreu ao prêmio "Melty Future Awards", na categoria "Cool is Everywhere - Brasil". Em votação do público, na categoria de "melhor atriz", venceu o Troféu Internet e o Prêmio Jovem Brasileiro. Também foi a mais jovem atriz, com 19 anos, a ganhar o Prêmio Contigo! de TV de melhor atriz coadjuvante.  O sucesso em Império elevou o status de sua carreira ao patamar de protagonista. Ela também foi eleita pela revista Época como uma das "100 pessoas mais influentes do Brasil de 2014", e foi destaque na lista dos "30 jovens mais influentes do Brasil em 2015" da revista Forbes Brasil.

### Cenas vetadas
A emissora vetou três cenas em que os personagens de José Mayer e Klebber Toledo se beijavam, temendo uma repercussão negativa. Também foram vetadas cenas consideradas muito eróticas entre os personagens de Alexandre Nero e Marina Ruy Barbosa, o que causou insatisfação do autor, que reclamou nas redes sociais. Outro corte foi a respeito de diálogos de Magnólia, considerados preconceituosos, e cenas de sua personagem no Jockey Club para evitar repercussão de apoio a exploração animal.
Próximo ao término da novela, foi divulgado que o personagem principal da trama, o Comendador José Alfredo, morreria nos últimos capítulos por um tiro, fazendo com que Aguinaldo Silva recebesse inúmeros pedidos dos telespectadores para que ele continuasse vivo. Entretanto, Silva decidiu manter o final.

## Exibição

### Reprise
Com o agravamento da pandemia de coronavírus e as medidas restritivas determinadas pela Prefeitura do Rio de Janeiro, onde estão localizados os Estúdios Globo, foram interrompidas as gravações de Um Lugar ao Sol, que já havia sido reduzida. Com mais um adiamento de sua estreia, em 4 de março de 2021 a Globo decidiu que iria exibir uma edição especial de Império substituindo a 2ª fase de Amor de Mãe. A novela foi reexibida de 12 de abril a 5 de novembro de 2021, em 179 capítulos. Na mesma época, a trama também foi reexibida no canal da Globo em Portugal.

### Exibição internacional
| Exibição pelo mundo  | Exibição pelo mundo | Exibição pelo mundo | Exibição pelo mundo     | Exibição pelo mundo     | Exibição pelo mundo | Exibição pelo mundo | Exibição pelo mundo |
| País                 | Canal               | Título local        | Estreia                 | Final                   | Horário semanal     | Hora                | Ref.                |
| -------------------- | ------------------- | ------------------- | ----------------------- | ----------------------- | ------------------- | ------------------- | ------------------- |
| São Tomé e Príncipe  | TVS                 | Império             | 28 de julho de 2014     | 20 de março de 2015     | Segunda a Sábado    | 21:15               | —                   |
| Portugal             | SIC                 | Império             | 13 de outubro de 2014   | 2 de outubro de 2015    | Segunda a Sexta1    | 22:452              | [ 251 ]             |
| Chile                | Canal 13            | Imperio             | 8 de julho de 2015      | 2 de março de 2016      | Segunda a Sexta     | 15:003              | [ 252 ]             |
| Uruguai              | Teledoce            | Imperio             | 13 de julho de 2015     | 12 de maio de 2016      | Segunda a Quinta    | 21:304              | [ 253 ]             |
| Cabo Verde           | TCV                 | Império             | 26 de setembro de 2015  | 11 de maio de 2016      | Segunda a Sábado    | 21:00               | [ 254 ]             |
| Equador              | Ecuavisa            | Imperio             | 29 de setembro de 2015  | 1.° de abril de 2016    | Segunda a Sexta     | 20:455              | [ 255 ]             |
| Peru                 | ATV                 | Imperio             | 5 de outubro de 2015    | 12 de fevereiro de 2016 | Segunda a Sexta     | 20:006              | [ 256 ]             |
| Israel               | Viva                | אימפריה             | 14 de outubro de 2015   | 13 de junho de 2016     | Domingo a Quinta    | 19:05               | [ 257 ]             |
| República Dominicana | Tele Antillas       | Imperio             | 4 de novembro de 2015   | 5 de julho de 2016      | Segunda a Sexta     | 21:00               | [ 258 ]             |
| Costa Rica           | Teletica            | Imperio             | 9 de novembro de 2015   | 17 de maio de 2016      | Segunda a Sexta     | 13:307              | [ 259 ]             |
| Moçambique           | STV                 | Império             | 23 de novembro de 2015  | 11 de junho de 2016     | Segunda a Sábado    | 21:00               | [ 260 ]             |
| Paraguai             | Paravisión          | Imperio             | 2 de dezembro de 2015   | 2 de agosto de 2016     | Segunda a Sexta     | 20:00               | [ 261 ]             |
| El Salvador          | TCS Canal 4         | Imperio             | 14 de dezembro de 2015  | 23 de setembro de 2016  | Segunda a Sexta     | 13:00               | [ 262 ]             |
| Cuba                 | Cubavisión          | Imperio             | 4 de janeiro de 2016    | 18 de novembro de 2016  | Seg, Qua e Sex9     | 21:00               | [ 263 ]             |
| Argentina            | Telefe              | Imperio             | 2 de março de 2016      | 8 de julho de 2016      | Segunda a Sexta     | 14:008              | [ 264 ]             |
| Canadá               | OMNI                | Empire              | 7 de março de 2016      | 4 de novembro de 2016   | Segunda a Sexta     | 16:00               | —                   |
| Honduras             | VTV                 | Imperio             | 25 de abril de 2016     | 27 de dezembro de 2016  | Segunda a Sexta     | 21:0011             | [ 265 ]             |
| Nicarágua            | Televicentro        | Imperio             | 9 de junho de 2016      | 2 de fevereiro de 2017  | Segunda a Sexta     | 20:00               | [ 266 ]             |
| Indonésia            | FMN                 | Empire              | 22 de junho de 2016     | 14 de fevereiro de 2017 | Segunda a Sexta     | 20:15               | [ 267 ]             |
| Guatemala            | Canal 3             | Imperio             | 4 de agosto de 2016     | 15 de março de 2017     | Segunda a Sexta     | 22:00               | [ 268 ]             |
| Angola               | TPA1                | Império             | 8 de agosto de 2016     | 17 de março de 2017     | Segunda a Sexta     | 19:30               | —                   |
| Estados Unidos       | Telemundo           | Imperio             | 22 de agosto de 2016    | 9 de janeiro de 2016    | Segunda a Sexta     | 12:00               | [ 269 ]             |
| Ucrânia              | Воля Cine + Mix     | Імперія             | 29 de agosto de 2016    | 20 de abril de 2017     | Segunda a Sexta     | 16:5510             | [ 270 ]             |
| Bolívia              | ATB                 | Imperio             | 23 de janeiro de 2017   | presente                | Segunda a Sexta     | 21:0012             | [ 271 ]             |
| Sérvia               | Pink 2              | Imperija            | 7 de fevereiro de 2017  | 2 de outubro de 2017    | Segunda a Sexta     | 14:00               | [ 272 ]             |
| Bósnia e Herzegovina | Pink BH             | Imperija            | 23 de fevereiro de 2017 | presente                | Segunda a Sexta     | 19:10               | —                   |
| Montenegro           | TV Vijesti          | Imperija            | 6 de março de 2017      | presente                | Segunda a Sexta     | 16:5013             | [ 273 ]             |
| México               | Imagen TV           | Imperio             | 28 de junho de 2017     | presente                | Segunda a Sexta     | 23:30               | [ 274 ]             |
| Croácia              | HRT 1               | Imperij             | 17 de outubro de 2018   | 13 de junho de 2019     | Segunda a Sexta     | 12:30               | [ 275 ]             |
| Croácia              | HRT 1               | Imperij             | 21 de dezembro de 2019  | 28 de maio de 2020      | Segunda a Domingo   | —14                 | —                   |
| Venezuela            | Venevisión          | Imperio             | 12 de julho de 2022     | presente                | Segunda a Sexta     | 20:00               | —                   |

↑1  Transferida para Terça a Sábado a partir do dia 22 de setembro de 2015.
↑2  Transferida para as 00:00 a partir do dia 22 de setembro de 2015.
↑3  O primeiro capítulo foi exibido às 23h30. Transferida para as 15:15 a partir do dia 28 de setembro de 2015.
↑4  Transferida para as 22:45 a partir do dia 10 de agosto.
↑5  Transferida para as 21:45 a partir do dia 17 de outubro de 2015.
↑6  Transferida para as 20:00 em capítulos duplos a partir do dia 6 de janeiro de 2016.
↑7  Transferida para as 14:30 a partir do dia 8 de fevereiro de 2016, e para as 14:45 desde o dia 28 de março.
↑8  Exibida em capítulos duplos entre o dia 19 de abril e 10 de junho de 2016. Transferida para as 14:30 a partir do dia 27 de junho em capítulos duplos, e para as 16:00 a partir do dia 4 de julho, em capítulos simples.
↑9  Transferida para Segunda a Sexta a partir do dia 27 de julho de 2016.
↑10  O primeiro capítulo foi exibido às 16h00, antes do segundo capítulo que foi ao ar às 16h55.
↑11  Transferida para as 22:00 a partir do dia 23 de novembro.
↑12  Exibida em capítulos de 30 minutos.
↑13  Transferida para as 17:25 a partir do dia 27 de março.
↑14  Reprise de novela, em horario noturno.

## Música

### Império - Nacional
Capa: Leandra Leal
| N.º | Título                             | Música                    | Personagem                   | Duração |  |
| 1.  | "Ai, Que Saudade D'Ocê"            | Zeca Baleiro              | Cristina e Vicente           | 02:50   |  |
| 2.  | "Beijo de Hortelã"                 | Ivete Sangalo             | Tuane e Elivaldo             | 03:30   |  |
| 3.  | "Amor Perfeito"                    | Ney Matogrosso            | Juju                         | 04:26   |  |
| 4.  | "Céu Azul"                         | Charlie Brown Jr.         | João Lucas e Du              | 03:18   |  |
| 5.  | "Dom de Iludir"                    | Gal Costa                 |                              | 03:34   |  |
| 6.  | "Aonde Quer Que Eu Vá"             | Os Paralamas do Sucesso   | Zé Alfredo e Eliane, 1° Fase | 04:14   |  |
| 7.  | "Homem Não Chora"                  | Frejat                    | Claudio e Leonardo           | 03:56   |  |
| 8.  | "Enrosca"                          | Paulinho Moska            | Maria Ísis                   | 02:12   |  |
| 9.  | "Simples Carinho"                  | Ângela Rô Rô              | Maria Marta                  | 04:41   |  |
| 10. | "Tudo"                             | Bebel Gilberto            |                              | 03:11   |  |
| 11. | "Lamento Sertanejo"                | Gilberto Gil              | José Alfredo                 | 03:57   |  |
| 12. | "Amor Inventado"                   | Karina Zeviani            |                              | 03:21   |  |
| 13. | "Vamos Dançar"                     | Ed Motta & Conexão Japeri | Robertão                     | 03:46   |  |
| 14. | "Vem Quente Que Eu Estou Fervendo" | Leo Jaime                 | Téo Pereira                  | 03:31   |  |
| 15. | "Lucy In The Sky With Diamonds"    | Dan Torres                | Abertura                     | 04:23   |  |

### Império - Nacional Vol. 2
Capa: Lília Cabral
| N.º | Título                                                   | Música            | Personagem              | Duração |  |
| 1.  | "Instigante"                                             | Sorriso Maroto    | Robertão e Érika        |         |  |
| 2.  | "Tá Escrito"                                             | Grupo Revelação   | Locação: Santa Teresa   | 04:24   |  |
| 3.  | "A Batucada Te Pegou"                                    | Thiaguinho        |                         |         |  |
| 4.  | "Mel Na Boca"                                            | Almir Guineto     |                         | 03:29   |  |
| 5.  | "Conselho"                                               | Bom Gosto         | Cristina                |         |  |
| 6.  | "Se Eu Largar o Freio"                                   | Péricles          | Lorraine e Ismael       | 04:24   |  |
| 7.  | "Colheita" (participação de Zeca Pagodinho e Rildo Hora) | Mariene de Castro |                         |         |  |
| 8.  | "Preciso Me Encontrar"                                   | Cartola           | Locação: Rio de Janeiro | 03:03   |  |
| 9.  | "Dona"                                                   | Alex Cohen        | Maria Marta             | 03:29   |  |
| 10. | "Demorô, Já É!"                                          | Dienis            |                         |         |  |
| 11. | "Cara de Rica"                                           | Erikka Rodrigues  | Tuane                   | 02:26   |  |
| 12. | "Hoje"                                                   | Ludmilla          | Amanda                  | 02:58   |  |

### Império - Internacional
Capa: Alexandre Nero
| N.º | Título                                                         | Música              | Personagem                                                     | Duração |  |
| 1.  | "Lucy In The Sky With Diamonds"                                | Dan Torres          | Abertura                                                       | 04:23   |  |
| 2.  | "Magic"                                                        | Coldplay            | João Pedro com Danielle e Amanda                               | 04:46   |  |
| 3.  | "Sing"                                                         | Ed Sheeran          | Maria Isis                                                     | 04:30   |  |
| 4.  | "Demons"                                                       | Imagine Dragons     | João Lucas                                                     | 03:57   |  |
| 5.  | "Almost Home" (participação Damien Jurado)                     | Moby                | Zé Alfredo e Maria Isis/Tuane e Edivaldo/Maria Clara e Vicente | 06:01   |  |
| 6.  | "Quelqu'un M'a Dit"                                            | Carla Bruni         | Maria Marta, 1° fase                                           | 02:30   |  |
| 7.  | "Somewhere Over The Rainbow" (participação de Paula Fernandes) | Michael Bolton      | Salvador e Helena                                              |         |  |
| 8.  | "Love Someone"                                                 | Jason Mraz          | José Alfredo e Maria Ísis                                      |         |  |
| 9.  | "Marilyn Monroe"                                               | Pharrell Williams   | Geral                                                          |         |  |
| 10. | "Am I Wrong"                                                   | Nico & Vinz         | Robertão                                                       | 03:30   |  |
| 11. | "Land Of The Blind"                                            | Information Society | Leonardo                                                       | 03:48   |  |
| 12. | "Miss You Love"                                                | Silverchair         | João Lucas e Du                                                |         |  |
| 13. | "Everything I Own"                                             | Jamz                | Eliane e Zé Alfredo, 1° fase                                   | 03:09   |  |
| 14. | "Midnight Cowboy" (Instrumental)                               | John Barry          | José Alfredo/Leonardo                                          |         |  |